# Мотобі Мвала
Мотобі Мвала (англ. Mothobi Mvala; нар. 14 червня 1994) — південноафриканський футболіст, захисник клубу «Мамелоді Сандаунз» та національної збірної ПАР.
Виступав, зокрема, за олімпійську збірну ПАР.

## Клубна кар'єра
У дорослому футболі дебютував 2014 року виступами за команду клубу «Хайлендс Парк», кольори якого захищав до 2020 року. У складі клубу провів 145 матчів.
З 2020 виступає у складі команди «Мамелоді Сандаунз».

## Виступи за збірні
2016 року захищав кольори олімпійської збірної ПАР. У складі збірної — учасник футбольного турніру на Олімпійських іграх 2016 року у Ріо-де-Жанейро, провів на турнірі 2 матчі.
2017 року дебютував в офіційних матчах у складі національної збірної ПАР. Наразі провів у формі головної команди країни 19 матчів забив один гол.